# Hyalorista
Hyalorista là một chi bướm đêm thuộc họ Crambidae.